# Amos Alonzo Stagg
Amos Alonzo Stagg (né le 16 août 1862 à West Orange (New Jersey) et mort le 17 mars 1965 à Stockton (Californie), est un athlète et entraîneur sportif américain. Il joua un rôle de pionnier dans le développement de plusieurs sports (football américain, basket-ball et baseball) et est l'une des figures majeures du sport universitaire aux États-Unis.
Stagg réalise une brève carrière de joueur de football américain universitaire : il joue au poste de tight end à l'université Yale de 1885 à 1889 et est sélectionné dans la College Football All-America Team en 1889. De 1890 à 1891, il entraîne l'équipe de football américain du Springfield College dans l'État du Massachusetts, et y côtoie James Naismith, le créateur du basket-ball. Il reste associé à l'université de Chicago, dont il entraîne l'équipe de football américain, les Chicago Maroons, de 1892 à 1932. Il entraîne l'équipe de baseball durant dix-neuf saisons (1893-1905, 1907-1913). De 1933 à 1946, il officie à l'université du Pacifique, en Californie.
Il participe au premier match de basketball de l'histoire, en mars 1892, et inscrit le seul panier de son équipe. Il introduit également le basketball dans l'université et entraîne son équipe de 1920 à 1921, et impose le nombre actuel de joueurs par équipe. Sa carrière d'entraîneur, longue de près de 70 ans, est couronnée par son introduction au College Football Hall of Fame et au Basketball Hall of Fame.
Chrétien pratiquant, il a développé tout au long de sa carrière des parallèles entre le sport et la religion.